# Крафт Адолф Ото фон Кронберг-Фалкенщайн
Крафт Адолф Ото фон Кронберг-Фалкенщайн (на немски: Kraft Adolf Otto, Graf von Kronberg, Hohengeroldseck, & Falkenstein; * 29 януари 1629; † 1 април 1692 в Крон-Поричен (Червене Поржичи, Чехия) е граф на Кронберг (в Таунус), граф на Хоенгеролдсек (в Шварцвалд) и Фалкенщайн, фрайхер на Оберщайн, господар на Крон-Поричен (Червене Поржичи в Чехия) и Фльорхинген (Флоранж в Гранд Ест) и Абенхайм. Той е имперски граф, императорски съветник и камерхер.
Той е син на граф Адам Филип фон Кронберг-Хоенгеролдсек († 1634) и съпругата му графиня Мария Сидония фон Даун-Фалкенщайн († 1675), дъщеря на граф Филип Франц фон Даун-Фалкенщайн († 1616) и алтграфиня Елизабет фон Залм-Райфершайт († ок. 1616). Внук е граф Йохан Георг фон Кронберг (1561 – 1608) и Анна Маргарета Кемерер фон Вормс-Далберг (1568 – 1629). Майка му Мария Сидония фон Даун-Фалкенщайн се омъжва втори път на 29 септември 1636 г. в Кастелаун за маркграф Херман Фортунат фон Баден-Родемахерн (1595 – 1665).
Кронбергите са издигнати през 1618 г. на фрайхерен и 1630 г. на графове.
Крафт Адолф Ото фон Кронберг-Фалкенщайн умира на 11 април 1692 г. на 63 години в Крон-Поричен (Цервене Порици), Чехия. Погребан е в Клатау. Линията измира с него.

## Фамилия
Крафт Адолф Ото фон Кронберг-Фалкенщайн се жени на 12 юни 1653 г. за Мария Франциска фон Йотинген-Балдерн (* 1 януари 1634, Валерщайн; † 9 декември 1686, Аугсбург), дъщеря на граф Мартин Франц фон Йотинген-Балдерн (1611 – 1653) и графиня Изабела Елеонора фон Хелфенщайн-Визенщайг († 1678). Те имат децата, които умират като деца:
- Йохан Крафт фон Кронберг († пр. 1692)
- Изабела Мария фон Кронберг († пр. 1692)
- Адам фон Кронберг († пр. 1692)
- дете († пр. 1692)

Крафт Адолф Ото фон Кронберг-Фалкенщайн се жени втори път на 2 май 1687 г. за Шарлота Елеонора фон Сайн-Витгенщайн (* ок. 1660; † 4 април 1714, Виена), дъщеря на граф Лудвиг Алберт фон Зайн-Витгенщайн (1617 – 1664) и Йоханета Мария фон Вид (1615 – 1705). Те имат децата:
- Адолф фон Кронберг († 1738, Белград)
- Елеонора фон Кронберг († сл. 1728), омъжена 1704 г. за Франц Никлас фрайхер фон Гилерн
- Франзиска фон Кронберг († сл. 1728)